# Gouy, Aisne

Gouy este o comună în departamentul Aisne din nordul Franței. În 1 ianuarie 2022 avea o populație de 570 de locuitori.